# Saint-Vincent-des-Prés (Sarthe)
Saint-Vincent-des-Prés – miejscowość i gmina we Francji, w regionie Kraj Loary, w departamencie Sarthe.
Według danych na rok 1990 gminę zamieszkiwało 379 osób, a gęstość zaludnienia wynosiła 36 osób/km² (wśród 1504 gmin Kraju Loary Saint-Vincent-des-Prés plasuje się na 924. miejscu pod względem liczby ludności, natomiast pod względem powierzchni na miejscu 984.).